# ロランド・スキアビ
ロランド・カルロス・スキアビ（Rolando Carlos Schiavi, 1973年1月18日 - ）は、アルゼンチン・ブエノスアイレス州リンコルン出身の元同国代表サッカー選手。兄は、元サッカー選手のファビオ・スキアビ。

## 経歴
下部リーグのアルヘンティーノ・デ・ロサリオでキャリアを始めた。1995年にAAアルヘンティノス・ジュニアーズに移籍し、1996-97シーズンにレギュラーを掴むと、同シーズンの2部優勝に貢献した。1部昇格後もレギュラーを務め、2001-02シーズンにボカ・ジュニアーズに移籍した。
ボカでもレギュラーとしてプレーし、2001年から2005年までの間でリーグ戦122試合12得点・公式戦186試合22得点を記録。リーグ戦を始めコパ・リベルタドーレス、インターコンチネンタルカップ等7つのタイトルを獲得し、クラブの黄金時代を築いた。
2006年、移籍金55万ユーロでスペイン2部のエルクレスCFに加入、2007年にはブラジルのグレミオと国外移籍をしたが、共に短期間で終わった。
2007年6月から7月の移籍市場でニューウェルズ・オールドボーイズと契約するためにアルゼンチン国内に復帰。ロサリオ・セントラルとのクラシコ・ロサリオでPKを獲得し1-0の勝利に貢献した。
2009年6月22日、コパ・リベルタドーレスに向けて補強を望むエストゥディアンテス・デ・ラ・プラタに10万USドルで短期で貸し出されると、リベルタドーレスの準決勝・決勝のピッチに立ち優勝に貢献した。
2011年クラウスーラ終了後、ニューウェルズから契約更新されず自由移籍の身となったスキアビは、前年に中位に彷徨い守備の立て直しを図るフリオ・セサル・ファルシオーニ監督率いる古巣ボカ・ジュニアーズに加入した。2011年7月27日、プレシーズンのRCDエスパニョールとの親善試合バルセロナカップで初出場し、第5節のCAインデペンディエンテで移籍後初得点を決め1-0の勝利に貢献。11月6日日曜日の試合でボカでの公式戦出場200試合を達成。当初は38歳という年齢から懐疑的に見られていたが、全試合スタメン出場しアペルトゥーラ無敗優勝の偉業達成に貢献した。
続く、2012年クラウスーラとコパ・リベルタドーレスはファン・マヌエル・インサウラルデやマティアス・カルッソとコンビを組み安定したパフォーマンスを見せていたが、コリンチャンスとの決勝第2戦で相手選手のエメルソンにパスを与えるミスを犯すと、これを決められ0-2で敗れた。リベルタドーレスは準優勝となり、国内リーグ戦は4位に終わった。
2012年8月中旬、39歳となったスキアビはシーズン最終節のゴドイ・クルス戦をもって現役生活に別れを告げ、今後は指導者を目指すと発表したが、2012年12月13日に同胞のセルヒオ・バティスタ監督率いる中国の上海申花聨盛足球倶楽部と230万ドルで契約を結んだ。

## 代表
2009年9月、2010 FIFAワールドカップ・南米予選ブラジル戦に向けディエゴ・マラドーナ監督率いるアルゼンチン代表に初招集。0-1と敗れたパラグアイ戦で80分にセバスティアン・ドミンゲスに代わり初出場を果たした。36歳7ヶ月22日という遅さでのデビューだった。

## タイトル
アルヘンティノス・ジュニアーズ
- プリメーラB・ナシオナル : 1997

ボカ・ジュニアーズ
- プリメーラ・ディビシオン : 2003-04A, 2005-06A, 2011-12A
- コパ・アルヘンティーナ : 2012
- コパ・リベルタドーレス : 2003
- インターコンチネンタルカップ : 2003
- コパ・スダメリカーナ : 2004, 2005
- レコパ・スダメリカーナ : 2005

グレミオ
- カンピオナート・ガウショ : 2007

エストゥディアンテス
- コパ・リベルタドーレス : 2009